# 2. ŽNL Splitsko-dalmatinska 2015./16.
2. ŽNL Splitsko-dalmatinska u sezoni 2015./16. je predstavljala drugi stupanj županijske lige u Splitsko-dalmatinskoj županiji, te ligu petog ranga hrvatskog nogometnog prvenstva. Sudjelovalo je šest klubova, a prvak je bio Jadran iz Supetra. 

## Sustav natjecanja
Osam klubova je igralo četverokružnim liga-sustavom (20 kola).

## Momčadi
- Adriatic – Split
- Jadran – Supetar
- Poljičanin 1921 – Srinjine
- Tekstilac – Sinj
- Trogir 1912 – Trogir
- Vis – Vis

## Ljestvica
| Poz. | Momčad             | U  | P  | N | I  | G+ | G– | G+/– | Bod. | Nastavak natjecanja ili ispadanje |
| ---- | ------------------ | -- | -- | - | -- | -- | -- | ---- | ---- | --------------------------------- |
| 1.   | Jadran Supetar (P) | 20 | 16 | 3 | 1  | 69 | 21 | +48  | 51   | 1. ŽNL                            |
| 2.   | Trogir 1912        | 20 | 13 | 1 | 6  | 41 | 20 | +21  | 40   |                                   |
| 3.   | Poljičanin 1921    | 20 | 11 | 3 | 6  | 47 | 38 | +9   | 36   |                                   |
| 4.   | Adriatic           | 20 | 8  | 2 | 10 | 31 | 36 | −5   | 26   |                                   |
| 5.   | Tekstilac Sinj     | 20 | 6  | 1 | 13 | 30 | 49 | −19  | 19   |                                   |
| 6.   | Vis                | 20 | 1  | 0 | 19 | 4  | 58 | −54  | 3    |                                   |

## Rezultatska križaljka
| kratica | klub                     | ADR | JAD | POLJ | TEK | TRO | VIS |
| --- | ------------------------ | --- | --- | ---- | --- | --- | --- |
| ADR | Adriatic Split           |     |     |      |     |     |     |
| JAD | Jadran Supetar           |     |     |      |     |     |     |
| POLJ | Poljičanin 1921 Srinjine |     |     |      |     |     |     |
| TEK | Tekstilac Sinj           |     |     |      |     |     |     |
| TRO | Trogir 1912              |     |     |      |     |     |     |
| VIS | Vis                      |     |     |      |     |     |     |
| |                          |     |     |      |     |     |     |
| podebljan rezltat - utakmice od 1. do 5., te od 11. do 15. kola (1. i 3. utakmica između klubova) rezultat normalne debljine - utakmice od 6. do 10., te od 16. do 20. kola (2. i 4. utakmica između klubova) rezultat nakošen - nije vidljiv redoslijed odigravanja međusobnih utakmica iz dostupnih izvora rezultat nakošen i smanjen * - iz dostupnih izvora nije uočljiv domaćin susreta prekrižen rezultat - poništena ili brisana utakmica p - utakmica prekinuta 3:0 p.f. / 0:3 p.f. - rezultat 3:0 bez borbe |                          |     |     |      |     |     |     |

## Vanjske poveznice
- Nogometni savez Županije Splitsko-dalmatinske